# Gérard Colé
Gérard Colé, né en 1941, est un conseiller en communication, conseiller de François Mitterrand de 1983 à 1989, et président de la Française des jeux de juillet 1989 à décembre 1993. Il est, avec Jacques Pilhan,  co-créateur des théories de « l'écriture médiatique ».

## Biographie
Né d'un père comptable et d'une mère infirmière (et pupille de la Nation), Gérard Colé a été vendeur au Printemps dans ses jeunes années, puis office boy au New York Times (édition européenne en anglais). Il part faire son service militaire, où il travaille pour le magazine de l'armée Bled 5/5 (futur TAM) aux côtés de Jacques Séguéla, Philippe Labro, Francis Veber, Just Jaeckin et Raymond Depardon. Il fonde ensuite avec Séguéla le magazine de tourisme Via qui ne publiera que 4 numéros, puis est rédacteur en chef pour la revue Horoscope. Il travaille dans des agences de presse et rejoint Europe 1 pendant presque deux ans, où il interviewe sous le pseudonyme (partagé par plusieurs stagiaires) de Paul Pelletier. Il fonde une société de relations presses spécialisées dans le tourisme en 1966, TPS, et signe son premier contrat avec le gouvernement américain (United States Travel Service). En 1973, Henri Modiano lui confie sa campagne électorale pour la 13e circonscription parisienne,. 
Il devient permanent du Parti socialiste en 1975 comme assistant du porte-parole, Claude Estier, et modernise le service de communication du PS. Il crée le bulletin PS info pour informer les journalistes sur les événements à venir, puis une lettre d'information payante, La lettre de l'unité, dont l'abonnement coûte 1300 francs par trimestre.
Au printemps de 1980, il propose à François Mitterrand de gérer sa campagne présidentielle alors que Michel Rocard est favori à gauche, et convainc les publicitaires Jacques Pilhan et Jacques Séguéla de se joindre à lui. Un déjeuner est alors organisé entre Séguéla et Mitterrand. Avec Jacques Pilhan, ils élaborent la stratégie de communication du candidat, « l'homme qui veut contre l'homme qui plait », et participe aux réunions chargées de trouver son slogan de campagne, « La force tranquille »,.
En mars 1989, son contrat au SGG (secrétariat général du gouvernement) ne peut être renouvelé. On lui crée  alors un emploi fictif à Air France pour qu'il puisse continuer à toucher un salaire (28 000 francs par mois) et poursuivre son métier de conseiller à la présidence.
En juillet 1989, il est nommé par François Mitterrand à la tête de France Loto, qu'il rebaptise La Française des jeux.
Fin 1993, sa gestion de la Française des jeux est épinglée dans un rapport de sept pages dressé par le contrôleur d'état Michel Begon et remis au ministre des Finances Michel Sapin. En 1994, il est mis en examen pour abus de biens sociaux, ingérence, faux en écritures, et obstacle aux vérifications des commissaires aux comptes. Au cours d'une instruction pénale qui s'étalera sur 6 années, les chefs d'inculpation s'effondrent les uns après les autres  et Gérard Colé est condamné en 2001 à une amende de principe de 400 kf[pas clair].
Malgré ses ennuis judiciaires, il poursuit sa carrière en France et à l'étranger. Son intervention est décisive dans l'élection du président colombien Ernesto Samper. Il conseille le gouvernement croate sur la publicité des privatisations d'entreprises d'État et conçoit pour le Programme alimentaire mondial (WFP) de l'ONU une campagne visant au doublement des ressources de cet organisme humanitaire.[réf. nécessaire]

## Portrait satirique
L'écrivain Erik Orsenna (Eric Arnoux) , qui fut le « prête-plume » de François Mitterrand dont il rédigeait les discours, a publié un livre de souvenirs (Intitulé Grand Amour) qui est une chronique malicieuse de cette époque où il résidait à l'Elysée.
Il y décrit, avec une bonne dose d'ironie mordante, l'arrivée à l'Élysée Gérard Colé et de Jacques Pilhan, venus du monde le la publicité et usant de voitures (des berlines Jaguar de luxe couleur framboise métallisée) et de codes vestimentaires inhabituels dans le monde politique. 
Il les a affublés de surnoms qui leur ont longtemps collé à la peau : Colé était affublé du sobriquet « Tout en daim » et Pilhan était surnommé « Hilditch and Key » (un tailleur de luxe londonien). 
Au delà de l'anecdote, Orsenna a ainsi mis en évidence la place croissante (voire envahissante) prise par les conseillers en communication dans la sphère politique.

## Ouvrages de Gérard Colé
- Le conseiller du Prince, éd. Michel Lafon, 1999  (ISBN 978-2840984924).

## Vidéographie
- Devenir président et le rester, les secrets des gourous de l’Élysée, réalisé par Cédric Tourbe[11],[12]